# Pegram
Pegram è un comune degli Stati Uniti d'America, situato nello Stato del Tennessee, nella Contea di Cheatham.